# Sobór Zaśnięcia Bogurodzicy w Pazardżiku
Sobór Zaśnięcia Bogurodzicy – prawosławny sobór w Pazardżiku.

## Historia
Świątynię wzniesiono w 1836 r.

## Architektura
Budowla trójnawowa z trzema portalami. Nawy: centralna – Najświętszej Bogurodzicy, lewa – świętego Haralampiusza, prawa – świętego Menasa. Świątynia słynie z drewnianego ikonostasu, który został wpisany na listę UNESCO. Ikonostas wykonany został z drewna orzechowego przez mistrzów debyrskiej szkoły artystycznej i wyróżnia się ażurowym rzeźbieniem.

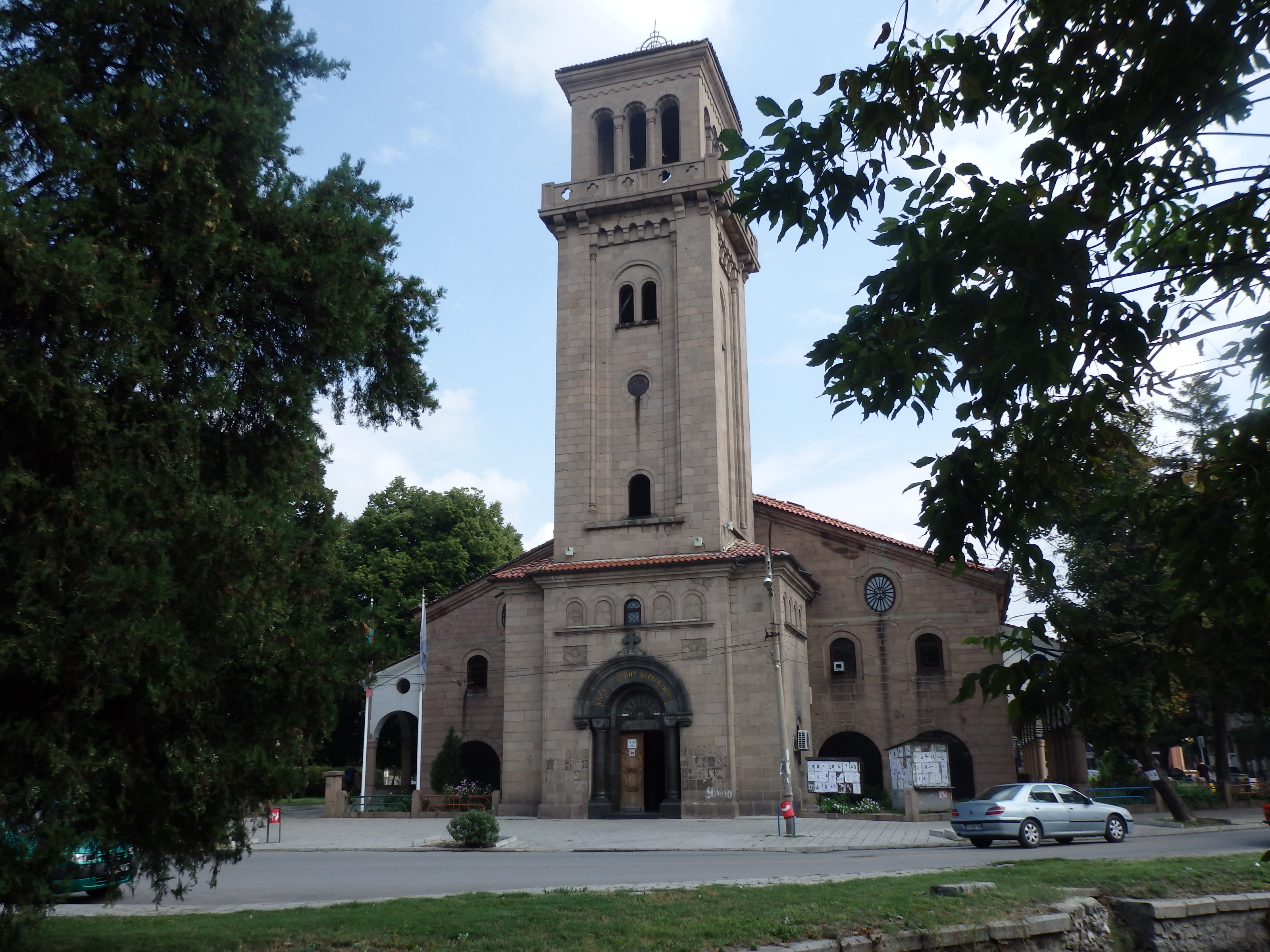
Widok ogólny